# Przedecz
Przedecz (niem. Moosburg) – miasto w województwie wielkopolskim, powiecie kolskim, na Pojezierzu Kujawskim, nad Jeziorem Przedeckim. Siedziba gminy miejsko-wiejskiej Przedecz. W latach 1975–1998 miasto administracyjnie należało do województwa konińskiego.
Był miastem królewskim Korony Królestwa Polskiego, położony w II połowie XVI wieku w powiecie przedeckim województwa brzeskokujawskiego, należał do starostwa przedeckiego.
Według danych z 30 czerwca 2016 miasto liczyło 1726 mieszkańców.

## Położenie

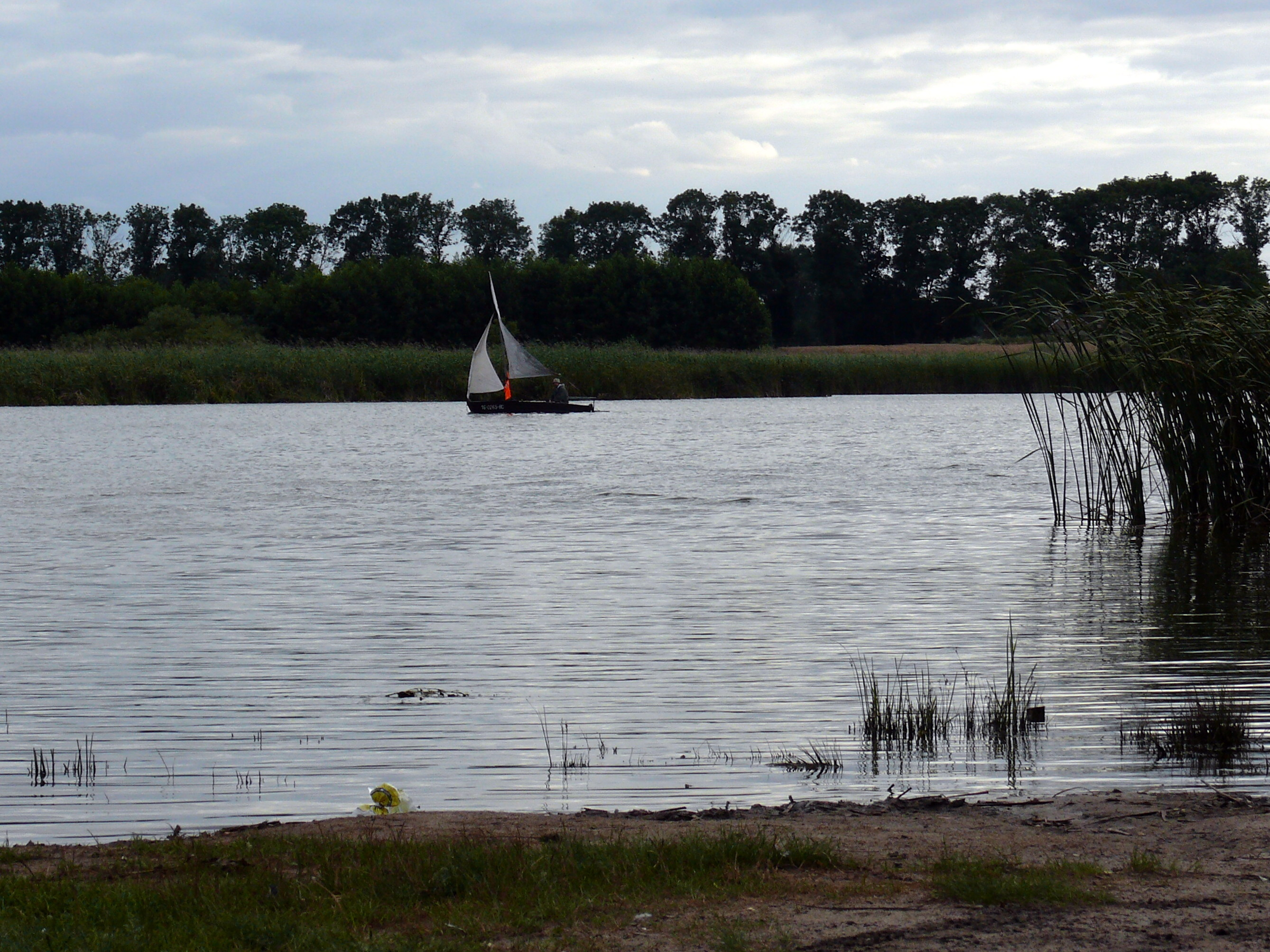
Jezioro Przedeckie

Miejscowość geograficznie położona jest 26 km na północny wschód od Koła na skrzyżowaniu drogi lokalnej z Kłodawy do Rybna i dalej do Włocławka i Izbicy Kujawskiej z lokalnymi do Brdowa i Bierzwienny Długiej. W okolicy miasta znajduje się źródło Noteci.

## Historia

Nadanie prawa niemieckiego i przywilejów miastu Przedecz w 1420 r. przez króla Władysława Jagiełłę (miejsce przechowywania: AGAD)

Początki Przedcza wiążą się z istniejącym od XI wieku opactwem benedyktyńskim Marii Panny przy grodzie w Łęczycy, którego własnością było m.in. tereny wokół Jeziora Przedeckiego. Opactwo upadło przed rokiem 1136, a jego uposażenie zasiliło majątek arcybiskupstwa gnieźnieńskiego. 
Pierwszym zapiskiem historycznym wzmiankującym nazwę Przedecz jest bulla papieża Innocentego II z 1136 r. identyfikująca miejscowość jako własność arcybiskupstwa gnieźnieńskiego. Istniejący w Przedczu gród drewniano-ziemny został zdobyty wiosną 1329 r. przez komtura krzyżackiego Ottona von Lauterberga, przy użyciu machin oblężniczych. Ponownie Krzyżacy zdobyli gród w 1332 roku i okupowali go wraz z całymi Kujawami przez jedenaście lat. Król Kazimierz Wielki odzyskał Kujawy z Przedczem w 1343 roku, na mocy traktatu pokojowego w Kaliszu. W 1347 roku tereny wokół Przedcza przejął Kazimierz Wielki, nabywając je poprzez zamianę dóbr z arcybiskupem Jarosławem z Bogorii i Skotnik. 
Około 1350 roku król polecił zbudować w Przedczu murowany zamek. Nie zachował się królewski dokument lokacyjny, na mocy którego powołano do życia miasto, ale wzmiankowano je po raz pierwszy w styczniu 1363 roku, kiedy było już wytyczone, zaludnione i zagospodarowane, przypuszczalnie więc lokowano je latach pięćdziesiątych XIV wieku. Oprócz miasta ustanowiono w Przedczu komorę celną, w jakiej pobierano opłaty za przejazd szlakiem z Torunia do Łęczycy i dalej do Krakowa. Odtąd Przedecz stanowił siedzibę starostwa dóbr królewskich. W 1383 roku Przedecz w czasie wojny domowej po śmierci króla Ludwika Węgierskiego opanował bez walki książę mazowiecki Siemowit IV i nadał go swojemu stronnikowi Bartoszowi z Wezenburga. W 1398 roku zamek i miasto wykupił król Władysław Jagiełło. Potwierdzenie lokacji (na prawie magdeburskim) dokonane zostało przez Władysława Jagiełłę w 1420 r. Z tego samego okresu pochodzi przywilej organizowania cotygodniowych targów oraz dwóch jarmarków rocznie. W Przedeczu od XV w. do rozbiorów odbywały się sesje sądów szlacheckich: ziemskich i grodzkich.
Od 1454 r. starostwo przedeckie stanowiło element uposażenia żon królewskich (Elżbiety Rakuszanki, Barbary Zapolya i Bony Sforzy). 
W 1564 roku w mieście pracowało 28 piwowarów. Miasto zostało spalone w okresie potopu szwedzkiego. Od 1794 r., po drugim rozbiorze Przedecz przeszedł pod władanie Prus jako część Prus Południowych. W latach 1807–1815 miasto leżało w granicach Księstwa Warszawskiego, a od 1815 r. Królestwa Polskiego. Do wybuchu powstania listopadowego silny ośrodek sukiennictwa i włókiennictwa, później położenie z dala od szlaków komunikacyjnych przyczyniło się do stagnacji i upadku znaczenia Przedcza. W 1826 roku wybudowano ratusz.
Podczas powstania styczniowego, 9 lutego 1863 roku powstańcy z oddziału Kazimierza Mielęckiego zajęli Przedecz i rozbroili znajdujących się w mieście rosyjskich żołnierzy. Prawa miejskie odebrano Przedeczowi w 1867 roku, a przywrócono w 1919 roku. W 1904 roku w mieście założono Ochotniczą Straż Pożarną. W 1918 roku Jan Kublik zorganizował w Przedczu szkołę.
Od 1930 roku wikariuszem przedeckiej parafii był Stefan Wyszyński. Według spisu z 1939 r. Przedecz liczył ponad 3500 mieszkańców.  Podczas II wojny światowej miasto znalazło się pod okupacją niemiecką, niedługo po rozpoczęciu okupacji Niemcy spalili synagogę, oskarżając o podłożenie ognia przedeckich Żydów. Większość członków społeczności żydowskiej w Przedczu została 24 kwietnia 1942 roku zamordowana w obozie zagłady w Chełmnie nad Nerem. 20 stycznia 1945 roku Przedecz został zajęty przez Armię Czerwoną.
W okresie PRL-u w mieście powstał zakład produkcyjny Spółdzielni Pracy „Włoskór” z Włocławka (wytwarzający obuwie męskie), Towarzystwo Miłośników i Przyjaciół Miasta Przedcza, amfiteatr oraz baza maszynowa Spółdzielni Kółek Rolniczych. 
W 1994 roku urząd burmistrza objął Witold Siwiński, którego w 2024 roku zastąpił Jarosław Sobański

## Zabytki

### Zamek

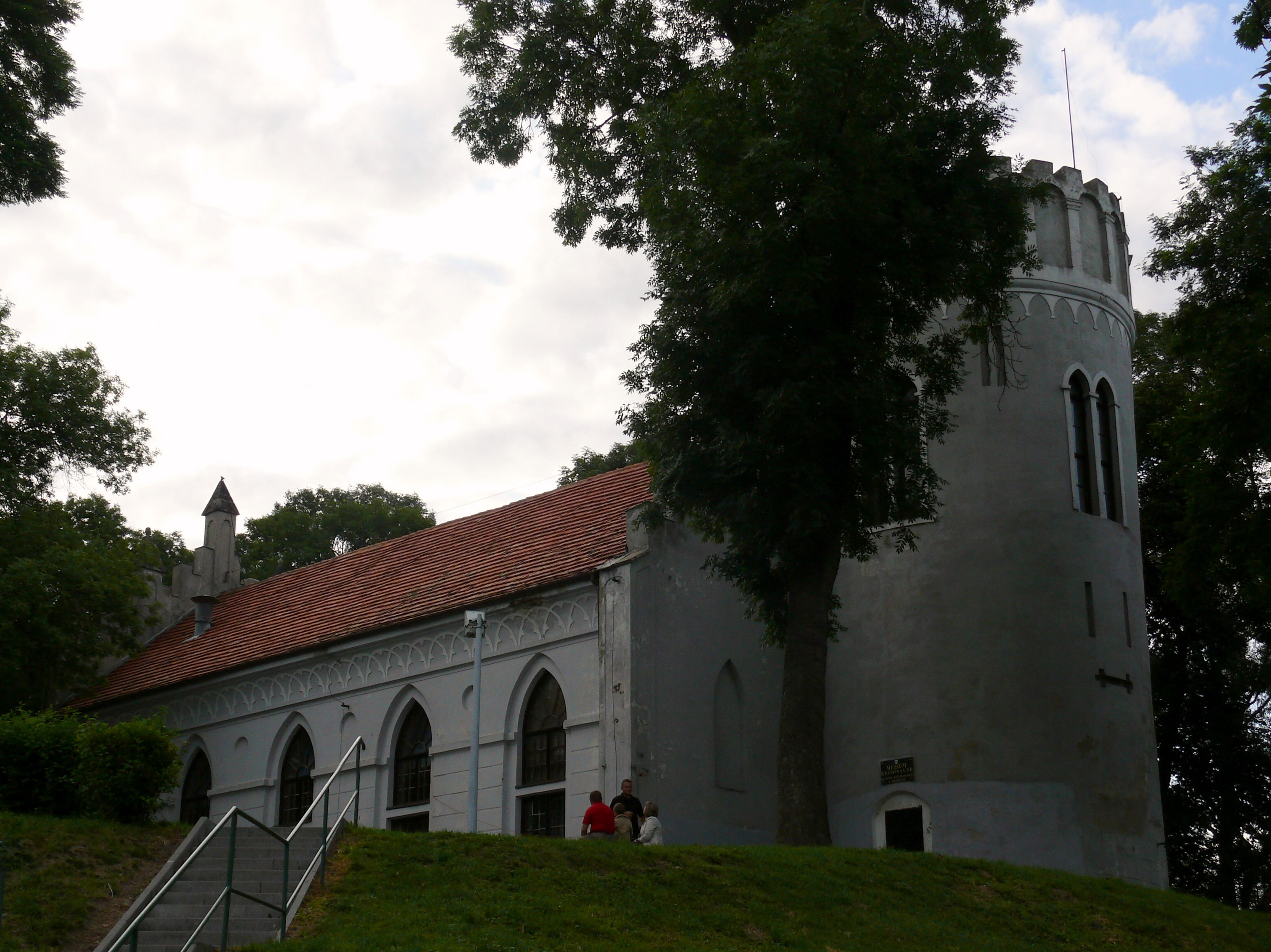
Wieża zamkowa i dawny kościół ewangelicki

Średniowieczny zamek wzniesiony został za czasów panowania Kazimierza Wielkiego, prawdopodobnie przed rokiem 1360. Zamek otaczały ceglane mury obronne na planie prostokąta z okrągłą wieżą w narożu. Była to wieża obronna (stołp), w której w razie zdobycia zamku załoga mogła schronić się i kontynuować obronę. Wejście na zamek było możliwe przez prostokątną wieżę bramną i most zwodzony. Warownia otoczona była fosą, która połączona była z jeziorem. W połowie XVI wieku zamek przebudowano ozdabiając wieżę attyką. Od XVIII wieku zamek nie był remontowany i popadł w ruinę. W XIX wieku pozostałości zamku przebudowano na kościół ewangelicki w stylu neogotyckim, a wieżę przerobiono na dzwonnicę. W 1977 roku na zamku rozpoczął działalność Miejski Dom Kultury i Muzeum Okręgowe.

### Kościół ewangelicki
W pobliżu rynku, na niewielkim wzniesieniu, znajduje się neogotycki budynek dawnej świątyni ewangelickiej. Były kościół wybudowany został przez niemieckich kolonistów w latach 1824–1828 na ruinach średniowiecznego zamku. W latach 1827–1945 istniała w Przedczu parafia Kościoła ewangelicko-augsburskiego. Po II wojnie światowej opuszczony kościół służył jako magazyn zbożowy, a od 1960 r. przeznaczony został na cele kulturalno-oświatowe. Obecnie mieści się tu, a także w przyległej wieży zamkowej, Miejski Dom Kultury.

### Kościół Świętej Rodziny

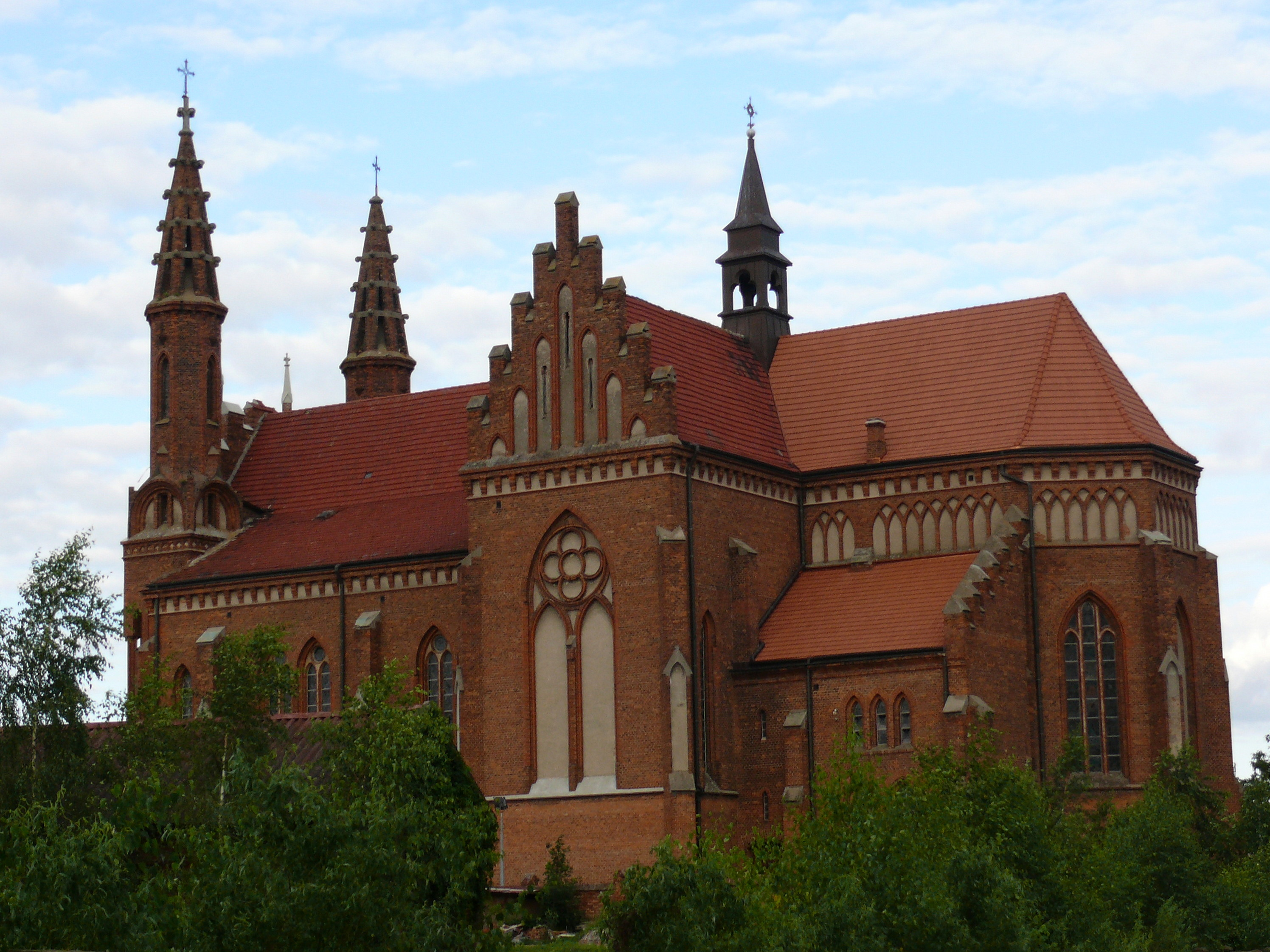
Kościół parafialny Świętej Rodziny

Neogotycki kościół Świętej Rodziny zbudowany został w latach 1905–1909 na miejscu spalonego przez uderzenie pioruna kościoła św. Mikołaja z 1572 r. Projekt kościoła wykonał architekt Józef Pius Dziekoński, wzorując się na kościele św. Anny w Wilnie. Ołtarz główny, ołtarze boczne i ambona wykonane z drewna, bogato rzeźbione.
Obok świątyni stoi zabytkowa murowana dzwonnica z 1834 r.

### Ratusz
Do roku 1820 władze miasta Przedecz urzędowały w drewnianym gmachu. Ze względu na duże zniszczenie i wyeksploatowanie, podjęto decyzję o budowie nowego, murowanego budynku. Klasycystyczny ratusz wybudowano w 1826 r. Obiekt do dziś jest siedzibą władz miasta i gminy. W pobliżu znajduje się, wzniesiona w latach 1904–1909, remiza. Będąca odpowiednikiem ratusza, również prezentuje styl klasycystyczny.

### Jatki miejskie
Pobudowane zostały w tym samym czasie jak ratusz. Jest to budowla o jednym południowym murze i dziewięciu kolumnach w stylu doryckim, podtrzymujące dach. W dawniejszych czasach służyły handlarzom do wystawiania towarów.

## Pomniki

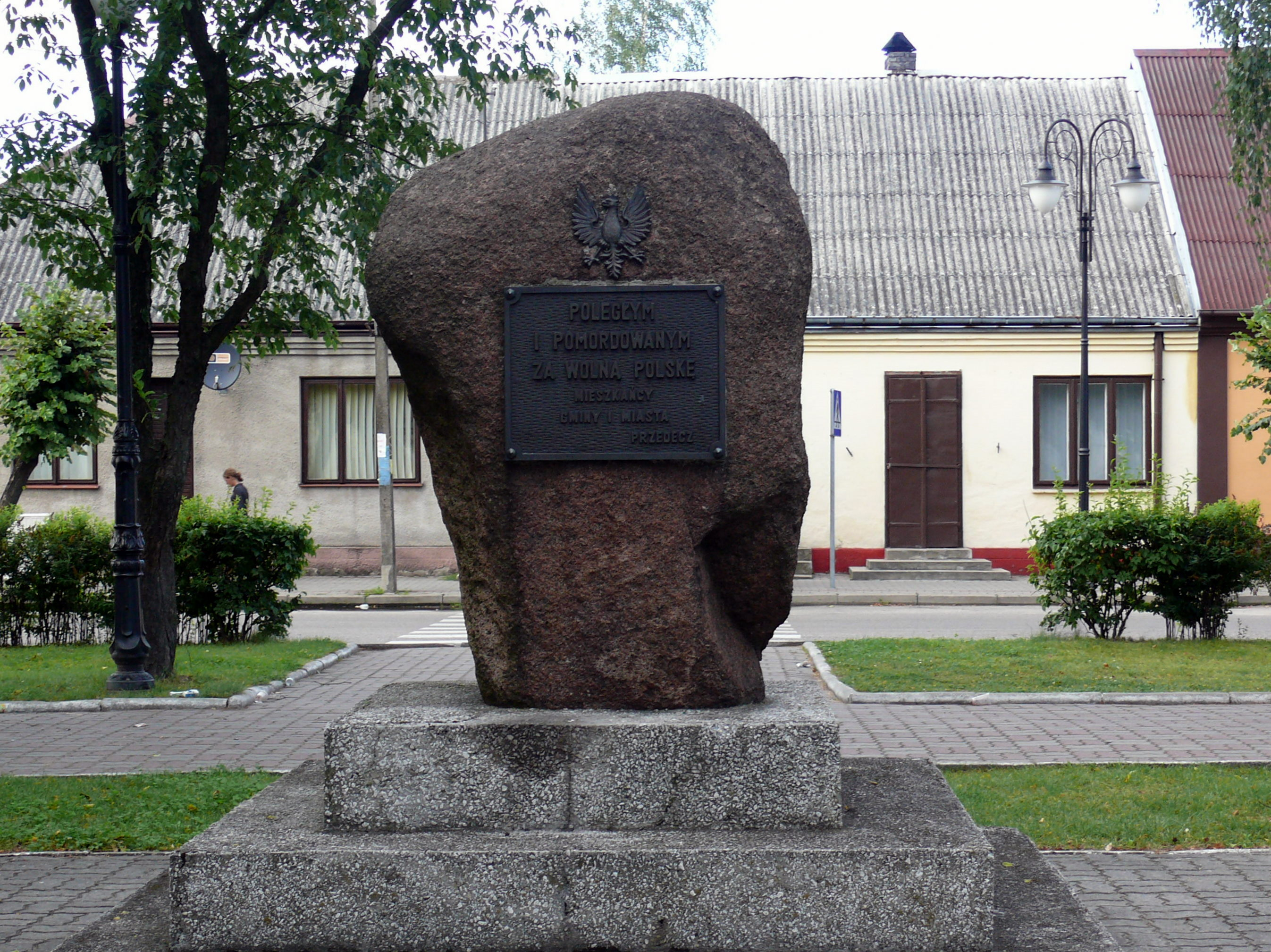
Pomnik Poległych na Placu Wolności

### Plac Wolności
Na środku placu umiejscowiony jest pomnik ku czci poległych w walkach o wolną ojczyznę. Umieszczony został tutaj w 1985 r. W dniach świąt państwowych przy pomniku odbywają się główne miejskie uroczystości.

### Cmentarz parafialny
Znajduje się tutaj symboliczny grób Leona Kuleszy – nauczyciela, który zginął w Katyniu w 1940 r. W 2000 r. – w 60. rocznicę zbrodni – odbył się przy pomniku uroczysty apel z udziałem bpa Romana Andrzejewskiego i wojewody wielkopolskiego Stanisława Tamma. Mogiła znajduje się w pobliżu głównego krzyża.
Na końcu nekropolii znajduje się tablica nagrobna poświęcona ofiarom hitleryzmu i stalinizmu. Na cmentarzu pochowany jest także nieznany ksiądz katolicki, rozstrzelany w 1944 r.

## Demografia
W spisie powszechnym w 2021 ustalono, że w Przedczu mieszkało 1783 osoby. Kolejny spis podaje dla miasta liczbę 1566 osób (spadek o 12,3%).

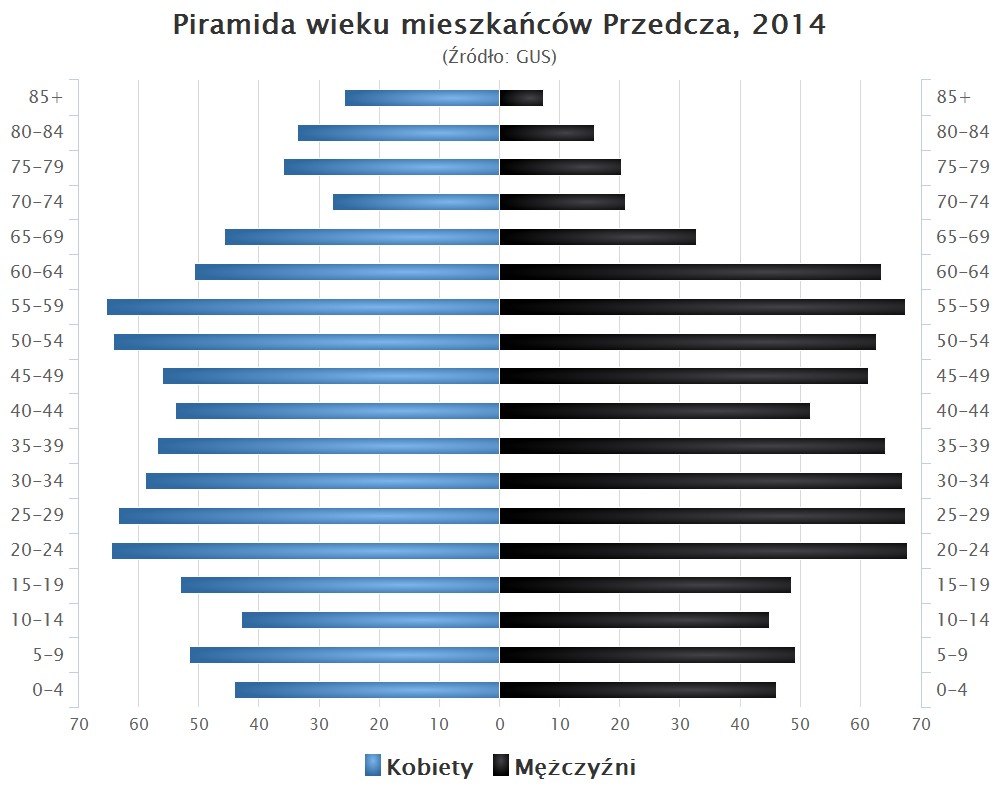
Piramida wieku mieszkańców Przedcza w 2014 roku

## Sport
W miejscowości działa klub piłkarski „Baszta” Przedecz. Zespół seniorów tej drużyny w sezonie 2023/24 występuje na boiskach konińskiej A-klasy. Klub posiada przy ulicy Zamkowej 5 własny stadion z trybunami na 200 miejsc siedzących.
Wyniki klubu w ostatnich latach:
| Sezon   | Liga           | Poz. | M. | Pkt. | Mecze | Mecze | Mecze | Bramki | Bramki | Uwagi  |
| Sezon   | Liga           | Poz. | M. | Pkt. | zw.   | rem.  | por.  | zdob.  | str.   | Uwagi  |
| ------- | -------------- | ---- | -- | ---- | ----- | ----- | ----- | ------ | ------ | ------ |
| 2007/08 | klasa B        | 12.  | 26 | 18   | 5     | 3     | 18    | 42     | 82     |        |
| 2008/09 | klasa B        | 3.   | 20 | 32   | 9     | 5     | 6     | 43     | 44     |        |
| 2009/10 | klasa B        | 6.   | 16 | 17   | 5     | 2     | 9     | 24     | 28     |        |
| 2010/11 | klasa B        | 6.   | 18 | 23   | 7     | 2     | 9     | 36     | 48     |        |
| 2011/12 | klasa B        | 4.   | 24 | 45   | 13    | 6     | 5     | 51     | 36     |        |
| 2012/13 | klasa B        | 2.   | 24 | 55   | 18    | 1     | 5     | 82     | 35     | Awans  |
| 2013/14 | klasa A        | 2.   | 22 | 39   | 11    | 6     | 5     | 58     | 45     |        |
| 2014/15 | klasa A        | 2.   | 22 | 43   | 13    | 4     | 5     | 56     | 38     |        |
| 2015/16 | klasa A        | 4.   | 22 | 41   | 12    | 5     | 5     | 44     | 36     |        |
| 2016/17 | klasa A        | 4.   | 24 | 43   | 12    | 7     | 5     | 50     | 36     |        |
| 2017/18 | klasa A        | 2.   | 24 | 52   | 16    | 3     | 5     | 71     | 40     | Awans  |
| 2018/19 | klasa okręgowa | 11.  | 28 | 31   | 9     | 4     | 15    | 44     | 59     |        |
| 2019/20 | klasa okręgowa | 15.  | 15 | 10   | 2     | 4     | 9     | 13     | 47     |        |
| 2020/21 | klasa okręgowa | 14.  | 32 | 23   | 6     | 5     | 21    | 49     | 82     | Spadek |
| 2021/22 | klasa A        | 1.   | 26 | 64   | 20    | 4     | 2     | 76     | 26     | Awans  |
| 2022/23 | klasa okręgowa | 15.  | 30 | 20   | 5     | 5     | 20    | 36     | 79     | Spadek |
| 2023/24 | klasa A        | 2.   | 13 | 30   | 10    | 0     | 3     | 45     | 22     |        |

Aktualne na dzień 3 stycznia 2024 r.

źródło: 90minut.pl